# Непобеденият
„Непобеденият“ е централната скулпторна композиция в Хатинския мемориален комплекс в бившето село Хатин, Логойски район, Минска област, Беларус,
Бронзовата скулптура на ковача Йосиф Камински, носещ на ръце умиращия си син е висока шест метра и е поставена в качеството си на централна фигура на паметния комплекс.
| „ | Със сина ми Адам, който бе на 15 години, се оказах около стената, убитите падаха върху мен, още живите са лашкаха в общата тълпа, кръв се лееше сякаш на вълни от телата на ранените и убитите. Горящият покрив се срути, страшният, див вой на хората се усили още повече. Под него горящи живи хора така стенеха и се мятаха, че този покрив направо се въртеше. Йосиф Камински. | “ |